# Rajčanka
Rajčanka – rzeka w zachodniej Słowacji, lewy dopływ Wagu. Cały tok na terenie kraju żylińskiego. Długość 47 km.
Źródło na wysokości ok. 950 m n.p.m. w głębokim kotle na południowo-wschodnich stokach szczytu Strážov w Górach Strażowskich, na zachód od wsi Čičmany. Płynie najpierw na północny wschód przez Čičmany, a od wsi Fačkov na północ wąską, zalesioną Doliną Rajecką między Górami Strażowskimi na zachodzie a Luczańską Małą Fatrą na wschodzie. W rejonie miejscowości Rajecká Lesná wpływa na teren Kotliny Rajeckiej. Przepływa przez miasteczko Rajec i uzdrowiskowe Rajeckie Cieplice, a następnie przez całą zachodnią część Żyliny. W Żylinie, w jej dzielnicy Strážov, tuż powyżej zbiornika zaporowego Hričov, na wysokości 344 m n.p.m. uchodzi do Wagu.
Dorzecze rozwinięte bardzo niesymetrycznie: zdecydowana większość dopływów, o dłuższych tokach i niosących więcej wody, to dopływy prawostronne, pochodzące z terenów Małej Fatry. Najważniejsze z nich to (idąc od góry): Žilinská, Ráztoka, Suchý potok, Rybná, Lesnianka (w Rajeckiej Leśnej), Porubský potok i Kuneradský potok (w Rajeckich Cieplicach) oraz Turiansky potok. Z dopływów lewobrzeżnych największe to Čierňanka (w Rajcu) oraz Svinianka uchodząca w Porúbce i Lietavka w miejscowości Lietavská Lúčka.